# Tổ chức Minh bạch Quốc tế

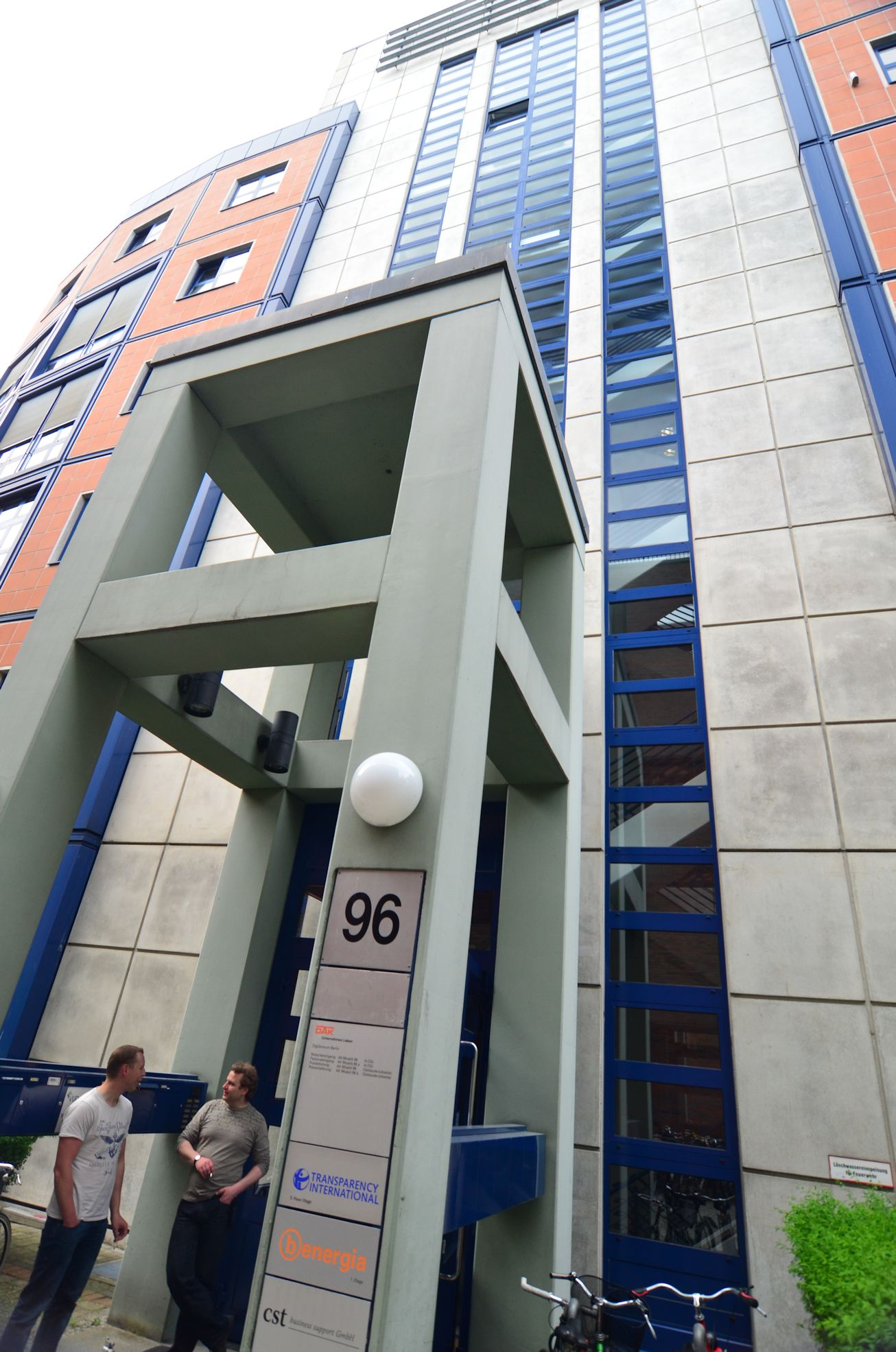

Tổ chức Minh bạch Quốc tế (Transparency International, viết tắt là TI) là một phong trào toàn cầu của xã hội dân sự hoạt động trong lĩnh vực chống tham nhũng. Tổ chức này được luật sư Peter Eigen, một cựu giám đốc ngân hàng thế giới cho Đông Phi, và những người cùng ý tưởng thành lập. Trụ sở của TI đặt ở thủ đô Berlin, Đức. Ngoài Đức, TI còn có chi nhánh tại hơn 100 quốc gia khác.

## Bối cảnh và lịch sử
Nguyên nhân đưa tới việc thành lập tổ chức là do những kinh nghiệm tiêu cực của nhà sáng lập Peter Eigen với nạn tham nhũng qua những năm dài làm việc cho tổ chức Ngân hàng Thế giới, sau cùng với tư cách là giám đốc của vùng Đông Phi với trụ sở ở Kenya. Eigen nhận thấy nạn tham nhũng là yếu tố quan trọng làm cản trở sự thành công của các chương trình phát triển ở đây. Ông tin tưởng rằng các chương trình giúp đỡ phát triển sẽ không thực hiện được hiệu quả, nếu các cơ cấu tham nhũng giữa các nước giàu và các nước nghèo, cũng như trong các nước không bị ngăn chận cũng như không được minh bạch hóa. Khi ông bắt đầu bài trừ tham nhũng với chức vụ của mình, thì lại bị các người đứng đầu cơ quan cảnh cáo. Ngân hàng Thế giới cho ông biết, bất cứ hoạt động chính trị nào và những can thiệp vào nội bộ của một nước đều không được phép.
Từ đó mới sinh ra một ý tưởng là thành lập một tổ chức phi chính phủ độc lập, chỉ với mục đích là bài trừ tham nhũng. Vào tháng 6 năm 1993 Eigen và 10 người đồng chí đã thành lập TI tại Den Haag. Sau đó TI được đăng ký là một hội theo luật Đức vào ngày 5 tháng 10 năm 1993. Ban đầu trụ sở của TI là Borsig-Villa Reiherwerder ở Berlin. Sự thành lập tổ chức TI đã được Hiệp hội hợp tác Kỹ thuật Đức (Deutsche Gesellschaft für Technische Zusammenarbeit) (GTZ) (bây giờ nhập lại thành Deutsche Gesellschaft für Internationale Zusammenarbeit) (GIZ)) giúp đỡ rất nhiều. Giữa năm 1998 và 2008 các cơ sở của TI đã nhận được khoảng 590.000 Euro của GTZ.
Trong lúc thành lập TI, ngoài Eigen còn có những người sau trong ban chấp hành: Hansjörg Elshorst, Joe Githongo, Fritz Heimann, Michael Hershman, Kamal Hossain, Dolores L. Español, George Moody Stuart, Jerry Parfitt, Jeremy Pope und Frank Vogl. Eigen trở thành chủ tịch và Pope gám đốc điều hành của TI.